# Isla Observatorio
Isla Observatorio är en ö i Argentina.   Den ligger i provinsen Eldslandet, i den södra delen av landet, 2 300 km söder om huvudstaden Buenos Aires. Arean är 5,3 kvadratkilometer.
Terrängen på Isla Observatorio är platt. Öns högsta punkt är 61 meter över havet. Den sträcker sig 2,8 kilometer i nord-sydlig riktning, och 3,5 kilometer i öst-västlig riktning.